# Эмбауба (Сан-Паулу)
Эмбауба (порт. Embaúba) — муниципалитет в Бразилии, входит в штат Сан-Паулу. Составная часть мезорегиона Сан-Жозе-ду-Риу-Прету. Входит в экономико-статистический микрорегион Катандува. Население составляет 2537 человек на 2006 год. Занимает площадь 83,699 км². Плотность населения — 30,3 чел./км².

## Статистика
- Валовой внутренний продукт на 2003 составляет 56.230.641,00 реалов (данные: Бразильский институт географии и статистики).
- Валовой внутренний продукт на душу населения на 2003 составляет 22.402,65 реалов (данные: Бразильский институт географии и статистики).
- Индекс развития человеческого потенциала на 2000 составляет 0,757 (данные: Программа развития ООН).